# Symphogear
Senki Zesshou Symphogear (яп. 戦姫絶唱シンフォギア Сэнки Дзэссё: Синфогиа) — аниме с оригинальным сюжетом, режиссёра Ито Тацуфуми, вышедшее в 2012 году. Производством занимались совместно Encourage Films и Satelight, аниме транслировалось на Tokyo MX с 06 января по 30 марта 2012 года. Также по аниме была создана манга, выход которой был объявлен в 2011 году. Второй сезон, «Senki Zessho Symphogear G», был анонсирован 6 октября 2012 года, аниме транслировалось на Tokyo MX с 4 июля по 26 сентября 2013 года. Премьерный показ третьего сезона под названием «Senki Zessho Symphogear GX» состоялся 4 июля 2015 года на Tokyo MX и MBS. В апреле 2017 года стало известно о выходе четвёртого сезона, который называется «Senki Zessho Symphogear АХZ». Пятый сезон вышел в июле 2019 года под названием «Senki Zessho Symphogear XV».

## Сюжет

### Senki Zesshou Symphogear
События начинают разворачиваться два года назад от основных событий первого сезона, когда пара известных идолов Цубаса Кадзанари и Канадэ Амо, известных больше как дуэт под именем «ZweiWing», сражаются против существ, известных как «шум», с помощью доспехов «Symphogear». Во время одного из концертов «шум» внезапно атаковал концертный зал, в котором проходило представление. Чтобы защитить девушку по имени Татибана Хибики, которая получила тяжелое ранение, Канадэ пожертвовала собой. Спустя два года, прошедшие с тех событий, Цубаса Кадзанари продолжает сражаться в одиночку против «шума». Во время одной из атак Хибики, пытаясь спасти девочку, попадает в безвыходную ситуацию. Будучи окружённой, она активирует «Symphogear» Канадэ. Узнав об этом, Цубаса отказывается принять такую реальность и вызывает Хибики на бой, аргументируя это тем, что она не достойна быть владельцем Гунгнира Канадэ. Впоследствии им приходится объединиться против общего врага в лице Крис и таинственной женщины Фине, которой оказывается Сакурай Рёко.

### Senki Zesshou Symphogear G
Прошло три месяца после сражения с Финэ и разрушения части Луны. Япония рассекретила часть данных про технологию «Symphogear», но информация о её носителях по-прежнему остаётся засекреченной. Цубаса Кадзанари и Мария Кадэндзавна Ева дают совместный концерт, как вдруг Мария трансформируется в «Черный Гангнир» и вызывает «шум». Она заявляет, что они те, кто управляет «шумом», и объявляет войну всему человечеству..

### Senki Zesshou Symphogear GX
После инцидента с фронтиром, все, кто знал обстоятельства, поверили, что Шум исчез. Но новый конфликт приближался незаметно.

### Senki Zesshou Symphogear AXZ
Прошло всего несколько недель с тех пор, как была одержана победа над Кэрол, но Хибики вновь сражается, так как миру грозит волна опасности.

### Senki Zesshou Symphogear XV
Лидер Баварских Иллюминатов Адам Вейсгаупт был сражен Симфогиром, преобразованным Философским Камнем. Нити легенд, сплетенные в прошлом, сходятся на XV. Девушкам предстоит встретиться с новой опасностью.

## Персонажи

### Главные персонажи
Татибана Хибики (яп. 立花 響 Татибана Хибики) — Главная героиня аниме-сериала, 15-летняя девочка (в начале аниме), которая учится в Лидийской музыкальной академии вместе с Цубасой. Два года назад, во время концерта «ZweiWing», она чуть было не погибла от «шума», но выжила благодаря жертве Канадэ, которая сказала ей никогда не принимать смерть. В результате того случая осколок доспеха Канадэ застрял в её груди. Когда она оказалась в безвыходной ситуации, спасая девочку от «шума», осколок слился с её телом и она пропела песню. Песня отличалась от той, что пела Канадэ, но это позволило ей проявить на себе доспех из простого осколка брони. Её «Symphogear» является третьей Реликвией — Гунгнир (яп. ガングニール Гангуни:ру), который первоначально принадлежал Канадэ. Однако осколок Хибики несовершенный, так как это только фрагмент, и обладает меньшей силой по сравнению с первоначальной формой. У него также отсутствует оружие, поэтому ей приходится использовать рукопашный бой. Хибики компенсирует это боевыми тренировками. Она использует короткие всплески энергии для своих ударов. Каждый раз, когда она становится по-настоящему злой или впадает в отчаяние, она входит в состояние неистовости. Также она способна использовать Дюрандаль (яп. デュランダル Дюрандару) благодаря тому, что она активировала его своей песней. Считалась мертвой после уничтожения значительной части Луны, вместе с Цубасой и Крис, но она выжила, как и остальные. В дальнейшем осколок реликта заменится на полноценный кулон, который до этого принадлежал Марии Кадензавне Еве, благодаря лучу Сэнсюдзина (яп. シェンショウジン Shenshōjin), очистившему тело Хибики от осколков. Возраст: 15 лет (в первом сезоне), 16-17 лет (во втором, третьем и четвёртом сезонах). Дата рождения: 13 сентября. Рост: 157 см. Группа крови: О. 
Сэйю: Аой Юки
Цубаса Кадзанари (яп. 風鳴 翼 Кадзанари Цубаса) — её с самого детства готовили сражаться с «шумом», так как она могла активировать «Symphogear» своим пением. Она состояла в дуэте, известном как «ZweiWing», но её партнёр, Канадэ, пожертвовала собой, спев «Превосходную песню», чтобы спасти раненую Татибану Хибики. С тех пор она продолжила карьеру как сольный исполнитель и сражается против «шума» в одиночку. После смерти Канадэ, которой она доверяла, Цубаса стала тихой, холодной и равнодушной. Она очень неохотно работает с Хибики, отказываясь принять её в качестве замены Канадэ, но в конечном итоге они становятся хорошими друзьями. Её «Symphogear» является первой Реликвией — Амэ-но Хабакири (яп. 天羽々斬 (あめのはばきり) Амэ но Хабакири, букв. «Рассекающий Небесные Крылья»), её оружие — катана. Она также весьма популярный поп-идол, хотя и отказывается от предложения петь на международной сцене, она видит себя только в качестве оружия, которое поёт, чтобы сражаться. Тем не менее, после того, как «голос Канадэ» говорил с ней и спев её «Лебединую песню», Цубаса начинает открываться Хибики, и они даже поют в месте, где была убита Канадэ, а позже принимает контракт за рубежом. Она умирает в результате взрыва «Кадингира», когда уничтожает его, но была возрождена с помощью активации режима <<X-Drive>>. Она считалась мертвой ещё раз, после уничтожения значительной части Луны, вместе с Хибики и Крис, но на самом деле выжила, наряду с другими. Возраст: 17-18 лет (в первом и втором сезонах), 19 лет (в третьем и четвёртом сезонах). Дата рождения: 25 мая. Рост: 167 см. Группа крови: В.
Сэйю: Нана Мидзуки
Канадэ Амо (яп. 天羽 奏 Амо Канадэ) — бывший партнёр Цубасы, которая сражалась вместе с ней. Пять лет назад, когда её семья была убита «шумом», она поддалась воздействию излучения и препаратов, чтобы сделать её тело совместимым с реликвией Гунгнир, на что она согласилась, надеясь отомстить за них. С тех пор выступала вместе с Цубасой, чувствует удовлетворение, позволяя другим услышать её песни и сформировать вокальный дуэт «ZweiWing». Два года назад она пожертвовала собой, чтобы защитить Хибики от «шума» во время атаки, спев «Превосходную песню», которой уничтожила «шум» и себя. Во время сражения осколок её «Symphogear» попал в Хибики, слияние с которым позволяет ей использовать тот же «Symphogear». Она по-прежнему поддерживает Цубасу в случае необходимости через голос её духа и мечты. Её «Symphogear» — третья Реликвия — «Гунгнир», которая такая же, как и у Хибики, но обладает оружием, которым является копьё. Возраст при смерти: 17 лет. Дата рождения: 28 июля. Рост: 169 см. Группа крови: О.
Сэйю: Минами Такаяма
Крис Юкинэ (яп. 雪音 クリス Юкинэ Курису) — загадочная девушка, которая владела утерянной целой реликвией Нехуштаном (яп. ネフシュタン Нэфусютан), и имеет способность вызвать «шум» и управлять им благодаря Трости Соломона (яп. ソロモンの杖 Soromon no Tsuē). Она также обладает высокой совместимостью с «Symphogear», второй утерянной Реликвией — Ичаивал (яп. イチイバル Ichībaru). Её родители были известными музыкантами, но погибли, оказавшись в центре военного конфликта. Крис попала в плен к экстремистам, но была спасена благодаря вмешательству ООН. Она ненавидит петь из-за разрушений, которые вызывает. Пусть иногда Крис и прибегает к насилию, она очень добрая и милая. После её сражения с Хибики, она узнала, что Фине солгала ей, чтобы использовать. Она потратила 6 лет своей жизни на исследования совместимости с реликвией. С ней плохо обращались, поэтому она ненавидит взрослых и не доверяет им. Гэндзюро должен был быть её опекуном, когда её родители умерли, но она сбежала за 2 года до событий первого сезона. Она сотрудничает с Цубасой и Хибики только после разговора с Гэндзюро. Она умирает, спев «Превосходную песню», пытаясь защитить Луну от разрушения «Кадингиром», но возрождается с помощью активации режима <<X-Drive>>. Она считалась мертвой после уничтожения значительной части Луны, вместе с остальными, но на самом деле выжила, как и остальные. Возраст: 16 лет (в первом и втором сезонах), 17 лет (в третьем и четвёртом сезонах). Дата рождения: 28 декабря. Рост: 153 см. Группа крови: А.
Сэйю: Аяхи Такагаки
Мария Кадензавна Ева (яп. マリア・カデンツァヴナ・イヴ Мариа Кадэндзавна Ибу) — энергичная певица, которая достигла вершины американских музыкальных чартов спустя 2 месяца после дебюта. Хотя она имеет таинственную способность, у неё энергичный голос, с помощью которого она получила большое количество поклонников во всем мире. Она заявила, что состоит в некой организации под названием «Фине». И чтобы совершить свой суд и создать новый мир, она выступила как враг всего человечества. Тем не менее она разрешила зрителям покинуть концерт во избежание ненужных жертв. Её «Symphogear» является «Черный Гунгнир», такой же, какой был у Канадэ. Позже она получила от души своей сестры её симфогир Аргетлам (яп. アガートラーム Agātorāmu). В третьем сезоне использовала «Аргетрам» для борьбы с автоскорерами, также начала работать с Кирикой и Сирабэ в S.O.N.G., а также сотрудничать с другими носителями «Symphogear». Возраст: 21 год (во втором и третьем сезонах), 22 года (в четвёртом сезоне). Дата рождения: 7 августа. Рост: 170 см. Группа крови: АВ.
Сэйю: Ёко Хикаса
Сирабэ Цукуёми (яп. 月読 調  Цукуёми Сирабэ) — одна из таинственных носителей «Symphogear», которая состояла в организации «Финэ» и работает в команде Марии. Является пользователем Шул Шаганы (яп. シュルシャガナ Shuru Shagana) — универсального, по словам Сирабэ, доспеха, так как его можно использовать и для защиты, и для нападения. Её оружие — круглые пилы, а к моменту третьего сезона добавляется Йо-Йо. Хотя, на первый взгляд, она выглядит тихой и спокойной, на самом деле она весьма смелая и резкая, и часто использует любые средства, необходимые для достижения своих целей. Она испытывает сильное чувство недоверия к Хибики, и постоянно называет её «лицемеркой». Но в конце подружилась с ней. Также оказывается, что она реинкарнация Фине, а не Кирика. В третьем сезоне начала работать в S.O.N.G., а также учиться в Лидийской музыкальной академии, как и Хибики. Возраст: 14 лет( во втором сезоне), 15 лет (в третьем и четвёртом сезонах). Дата рождения: 16 февраля. Рост: 152 см. Группа крови: А.
Сэйю: Ёсино Нандзё
Кирика Акацуки (яп. 暁 切歌  Акацуки Кирика) — ещё одна из таинственных носителей «Symphogear». Использует реликт Игалима (яп. イガリマ Igarima), при этом её оружием является коса. Хотя она очень простая, веселая и общительная личность, она таит в себе темное прошлое, как одна из «Детей Реципиентов», которые были объектами наблюдения на определённом этапе секретных исследований. В третьем сезоне начала учиться в Лидийской академии вместе с Сирабэ и работать на S.O.N.G. Возраст: 15 лет (во втором сезоне), 16 лет (в третьем и четвёртом сезонах). Дата рождения: 13 апреля. Рост: 155 см. Группа крови: О.
Сэйю: Аи Каяно
Мику Кохината (яп. 小日向 未来 Кохината Мику) — лучшая подруга Хибики, которая живёт вместе с ней в одной комнате общежития. После атаки «шума» и сражения с Крис она выясняет тайну Хибики, что приводит к недоверию со стороны Мику и проблемам с их дружбой. Со временем она понимает причину сражений Хибики и присоединяется ко Второму дивизиону мобильного реагирования на стихийные бедствия, чтобы помочь Хибики. В восьмой серии второго сезона была спасена и взята в плен Марией, после этого стала одноразовым пользователем реликта Сэнсюдзина (яп. シェンショウジン Shenshōjin). Возраст: 15 лет (в первом сезоне), 16 лет (во втором, третьем и четвёртом сезонах). Дата рождения: 7 ноября. Рост: 156 см. Группа крови: А.
Сэйю: Юка Игути

### Отряд Хранителей Нексуса (S.O.N.G. сокр. от "Squad of Nexus Guardians")
Кадзанари Гэндзюро (яп. 風鳴 弦十郎 Кадзанари Гэндзю:ро:) — лидер Второго дивизиона мобильного реагирования на стихийные бедствия (позже S.O.N.G.), дядя Цубасы (официально), биологически является её сводным старшим братом и младший брат Кадзанари Яцухиро. Является поклонником боевых искусств. Он достаточно силён физически, чтобы сражаться против «Symphogear» в одиночку и без оружия, используя только боевые искусства. После сражения с девушкой, владеющей Нехуштаном (которой позже оказалась Крис), он учит Хибики боевым искусствам по её просьбе. После встречи и разговора с Крис он поклялся уберечь её от ошибок, которые сам сделал в прошлом. Когда родители Крис умерли 8 лет назад, он должен был стать её опекуном, но она пропала без вести. Все его попытки вмешаться в расследование заканчивались неудачей. После его разговора с Крис, она охотно начала сотрудничать с Цубасой и Хибики под наблюдением Гэндзюро. Он также начинает подозревать причастность Рёко к происходящим событиям. Немного позже выясняется, что ранее работал в полиции по делам общественной безопасности.
Сэйю: Хидэо Исикава
Рёко Сакураи (яп. 了子/フィーネ Сакураи Рё:ко) / Фине (яп. 櫻井 Фи:нэ) — ведущий научный сотрудник Второго дивизиона мобильного реагирования на стихийные бедствия и создатель «Symphogear». У неё есть способность образовывать мощные силовые поля. Она склонна проявлять некоторый интерес к Хибики. Её лояльность сомнительна из-за её поведения, так как она проявляет большой интерес к «Symphogear» и более осведомлена в его предназначении и способностях. Вскоре она оказалась главным антагонистом, Фине, которая была ответственна за все атаки «шума». Для достижения своей цели она использовала Крис и Хибики, также она захватила Нехуштан и Дюрандаль. Фине сотрудничала с правительством США в исследованиях «Symphogear» для собственных целей. Она достаточно давно обладала телом Рёко, так как является перерождением жрицы Фине, запечатанной в её сознании и генах. Если её потомки получат сигнал от «Ауфахена», излучение которое выделяют реликвии, она сможет возродиться в любом из них, вернув свои воспоминания и способности. Она хочет использовать силу «Кадингира», чтобы уничтожить Луну и создать хаос на Земле. Фине рассказывает, как хотела прикоснуться к «Нему», и поэтому построила башню на поле «Шинар». Предположительно, именно она была «Вавилонской башней», построенной в попытке достичь «Его», но её усилия были напрасны, башня была разрушена, а все языки мира спутаны и на неё наложено проклятие «Балал». По её словам, она не единственная, кто пробудился как Фине, и была ответственна за смену парадигм, открывая новую эпоху, что длилось на протяжении всей истории человечества. По этой причине она бессмертна и способна возродиться, пока её ДНК передаётся. Фине убеждена, что только боль может объединить человечество, и использовала это в качестве причины, когда она пытала Крис как наказания за неудачи или её собственного развлечения.
Сэйю: Миюки Савасиро
Синдзи Огава (яп. 緒川 慎次 Огава Синдзи) — один из агентов Второго дивизиона мобильного реагирования на стихийные бедствия, а также по совместительству главный менеджер и агент Цубасы во время её выступлений. Также он прикрывает её во время сражений, чтобы мир не узнал её истинный облик.
Сэйю: Соитиро Хоси
Сакуя Фудзитака (яп. 藤尭 朔也 Фудзитака Сакуя) — сотрудник Второго дивизиона мобильного реагирования на стихийные бедствия, постоянно находится в штабе в подземной части школы.
Сэйю: Кэндзи Акаванэ
Аои Томосато (яп. 友里 あおい Томосато Аои) — также сотрудница Второго дивизиона мобильного реагирования на стихийные бедствия и всегда находится в штабе в подземной части школы.
Сэйю: Асами Сэто
 Эльфнайн (яп. エルフナイン Эруфунэйн) — персонаж, появившийся в третьем сезоне. Девочка из мира алхимии, имеет большое сходство с Кэрол. Присоединилась к носителям «Symphogear», чтобы расправиться с «Акро-Шумом». Не является человеком, её настоящая раса гомункул. В конце третьего сезона слилась с Кэрол воедино, чтобы сохранить себе жизнь и также стала членом S.O.N.G. Подружилась с Аой Томосато и с другими членами S.O.N.G.  
Сейю: Мисаки Куно

### Второстепенные персонажи
Серена Кадензавна Ева (яп. セレナ・カデンツァヴナ・イヴ Сэрэна Кадэнцавна Ибу) — младшая сестра Марии, является носителем «Symphogear» - Аргетлам (яп. アガートラーム Agātorāmu), и проявляет беспрецедентный талант. У неё спокойная и нежная личность, она нерешительно использует свой «Symphogear» для борьбы. Её нежное пение успокаивает душу Марии. Погибла за пять лет до начала событий второго сезона, спев Превосходную песню, чтобы остановить пробудившегося Нефилима. Возраст при смерти: 13 лет. Дата рождения: 15 октября. Рост: 148 см. Группа крови: АВ.
Сэйю: Юи Хориэ
Доктор Вер (яп. ウェル博士 Уэру Хакасэ) — исследователь, который был переведен из Института исследований священных реликвий США и работает совместно со Вторым дивизионом мобильного реагирования на стихийные бедствия для анализа теории Сакураи Рёко. В качестве эксперта по биохимии, он продемонстрировал невероятные достижения в исследованиях взаимодействия живых организмов и священных реликвий. Настоящее имя: Джон Вейн Верцингеторекс. Погиб от рук Кэрол в третьем сезоне.
Сэйю: Томокадзу Сугита
Профессор Настасья (яп. ナスターシャ教授 Насута:ся Кё:дзю) / Анастасия Сергеевна Толстая (яп. ナスターシャ・セルゲイヴナ・トルスタヤ, Насута:ся Кё:дзю)  — пожилая женщина, которая передвигается с помощью инвалидного кресла и является главным координатором действий Марии и её спутников. Мария, Сирабэ и Кирика испытывают к ней уважение и называют её мама, однако в конце умирает от болезни.
Сэйю: Кикуко Иноуэ
Масахито Сибата (яп. 斯波田 賢仁 Сибата Масахито) — вице-президент японского Министерства иностранных дел. Он является единственным человеком, который понимает Гэндзюро, и постоянно сотрудничает со Вторым дивизионом мобильного реагирования на стихийные бедствия.
Сэйю: Хидэкацу Сибата

### Антагонисты
Кэрол Малус Динхайм (яп. キャロル・マールス・ディーンハイム Кярору Марусу Ди:нхайму) — Девушка из мира алхимии, которая стремится уничтожить мир за смерть своего отца. Готова избавиться от каждого, кто будет ей мешать. Имеет доступ к получению взрослой  формы в «Symphogear». Совершила самоубийство после того, как Хибики, Крис и Цубаса победили её, позже выяснилось что была воскрешена Лэй и Фарой. Пыталась расправиться  с носителями «Symphogear», но всё равно проиграла им. В конце третьего сезона потеряла воспоминания и слилась с телом Эльфнаин, спасая ей этим жизнь.
Сейю: Минасэ Инори
Фара Сюиф (яп. ファラ・スユーフ Фара Сюифу) — автоскорер, созданный Кэрол. Номерной знак: XMH_008. Одета в форме дворецкого, из четырёх стихий владеет силой ветра. Имеет хорошие манеры. Для сражения использует большой меч, который называется Меч Разрушения. Хорошо танцует фламенко. Была убита Цубасой.
Сейю: Масуми Тадзава
Лэй Дарахим (яп.レイア・ダラーヒム Рэа Дара:химу) — автоскорер, созданный Кэрол. Номерной знак: XMH_006. Одета в форме работника казино, из четырёх стихий владеет силой земли. Для сражения использует монеты, которые могут спровоцировать взрывы. Хорошо танцует брейк-данс. Была убита Крис.
Сейю:  Сидзука Исигами
Гари Туман (яп.ガリィ・トゥーマーン Гари Ту:ма:н) — автоскорер, созданный Кэрол. Номерной знак: XMH_020. Одета в стиле готической лолиты, из четырёх стихий владеет силой воды. Помимо воды может создавать иллюзии и управлять ими, а также создавать ледяные атаки. Из всех автоскореров, имеет лучшие хореографические данные. Убита Марией.
Сейю: Митиё Мурасэ

## Медиа

### Манга
Манга была создана как сопровождение к основному сериалу, об этом было объявлено в 2011 году. Авторами оригинала были Нориясу Агэмацу и Акифуми Канэко при поддержке Elements Garden, иллюстратором была назначена Дан Ёсии. Первый том манги начал издаваться Kadokawa Shoten в журнале Newtype Ace 10 мая 2012 года.

### Аниме
Аниме, созданное Encourage Films совместно с Satelight. При создании аниме авторы использовали японскую, скандинавскую и еврейскую мифологию. Так, Гунгнир — это копье скандинавского Бога Одина. Амэ-но Хабакири — легендарный меч японского Бога Сусаноо, который повелевал ветром. Нехуштан — священный предмет, который был создан Моисеем по указанию Бога для лечения праведных. При создании второго сезона авторы также использовали шумерскую мифологию. В Японии трансляция началась на Tokyo MX с 6 января 2012 года до 30 марта 2012. Аниме было лицензировано для показа на территории Северной Америки Funimation Entertainment, одновременно с трансляцией на NicoNico. В октябре 2012 года было объявлено начало производства второго сезона аниме. Второй сезон под названием «Senki Zesshou Symphogear G», транслировался с 4 июля 2013 по 26 сентября 2013 года. Третий сезон был анонсирован в декабре 2013 года на Symphogear Live 2013 Event. Показ нового сезона под названием «Senki Zessho Symphogear GX» начался 4 июля 2015 года. Начатый четвёртый сезон в июле 2017 года под названием «Senki Zessho Symphogear АXZ» - успешно закончен. Так же на апрель 2019 года анонсирован пятый сезон, который носит название «Senki Zessho Symphogear XV».

#### Список серий
| Senki Zesshou Symphogear (2012) | Senki Zesshou Symphogear (2012)                                                                                             | Senki Zesshou Symphogear (2012) |
| № серии                         | Название | Трансляция в Японии             |
| ------------------------------- | --- | ------------------------------- |
| 1                               | Пульс Пробуждения «Какусэй но кодо:» (覚醒の鼓動)                                                                           | 6 января 2012                   |
| 2                               | Шум и Диссонанс «Дзацуон то фукё:ваон то» (雑音と不協和音と)                                                                | 13 января 2012                  |
| 3                               | В ночи «Ёру ни сурэтигау» (夜にすれ違う)                                                                                    | 20 января 2012                  |
| 4                               | Проливая Слезы «Ракуруй» (落涙)                                                                                             | 27 января 2012                  |
| 5                               | Со дна темной бездны «Нао кураки синэн но соко кара» (なお昏き深淵の底から)                                                 | 3 февраля 2012                  |
| 6                               | Местонахождение знаков «Кидзаси но юкуэ ва» (兆しの行方は)                                                                  | 10 февраля 2012                 |
| 7                               | Судьба, которая ждёт нас впереди «Утитэнси яману унмэй но мотони» (撃ちてし止まぬ運命のもとに)                              | 17 февраля 2012                 |
| 8                               | Полное затмение Солнца «Хидамари ни кагэри наку» (陽だまりに翳りなく)                                                       | 24 февраля 2012                 |
| 9                               | Песня Стража «Сакимори но ута» (防人の歌)                                                                                   | 2 марта 2012                    |
| 10                              | То, что связывает нас «Цунаида тэ дакэга цумугумоно» (繋いだ手だけが紡ぐもの)                                               | 9 марта 2012                    |
| 11                              | Пронзить Луну «Цуки о угацу» (月を穿つ)                                                                                     | 16 марта 2012                   |
| 12                              | «Symphogear» «Синфогиа» (シンフォギア)                                                                                      | 23 марта 2012                   |
| 13                              | Падающая звезда, сгорает и исчезает... «Нагарэбоси, отитэ коэтэ котоготокитэ, соситэ» (流れ星、堕ちて燃えて尽きて、そして―) | 30 марта 2012                   |

| Senki Zesshou Symphogear G (2013) | Senki Zesshou Symphogear G (2013) | Senki Zesshou Symphogear G (2013) |
| № серии                           | Название | Трансляция в Японии               |
| --------------------------------- | --- | --------------------------------- |
| 1                                 | Девушка — Гунгнир «Гангуни:ру но сё:дзё» (ガングニールの少女)                                                                                  | 4 июля 2013                       |
| 2                                 | Сила и обман в моём сердце «Мунэ ни тикара то ицувари то» (胸に力と偽りと)                                                                     | 11 июля 2013                      |
| 3                                 | Желающий всё завершить и тот, кто всё завершает «Сюэн о нодзомумоно, сюэн ни нодзомумоно» (終焉を望む者、終焉に臨む者)                         | 18 июля 2013                      |
| 4                                 | Место, которое я называю домом «Атаси но каэру басё» (あたしの帰る場所)                                                                        | 25 июля 2013                      |
| 5                                 | Кровавая Серенада «Ти сибуки но саёкёку» (血飛沫の小夜曲)                                                                                      | 1 августа 2013                    |
| 6                                 | Чудо — Это жестокий путь «Кисэки — сорэ ва дзанкоку на кисэки» (奇跡ーーそれは残酷な軌跡)                                                      | 8 августа 2013                    |
| 7                                 | Однажды, когда ты перестанешь быть самим собой «Кими дэ ирарэ накунару кими ни» (君でいられなくなるキミに)                                     | 15 августа 2013                   |
| 8                                 | Держась за руки… Не буду сомневаться… «Цунагу тэ то тэ… Томадоу ватаси но тамэ…» (繋ぐ手と手…戸惑うわたしのため…)                              | 22 августа 2013                   |
| 9                                 | История Героя «Эию: кодзи» (英雄故事) | 29 августа 2013                   |
| 10                                | Обратный отсчёт до падения «Со:сицу мадэ но каунтодаун» (喪失までのカウントダウン)                                                             | 5 сентября 2013                   |
| 11                                | Судьба ковчега «Дисутини: а:ку» (ディスティニーアーク)                                                                                         | 12 сентября 2013                  |
| 12                                | Пронзающее копьё «Гакусо:» (撃槍) | 19 сентября 2013                  |
| 13                                | На расстоянии, в тот день когда звезда стала музыкой... «Харука Каната: Хоси га Онгаку то Ната...ка но Хи» (遥か彼方、星が音楽となった…かの日) | 26 сентября 2013                  |

| Senki Zesshou Symphogear GX (2015) | Senki Zesshou Symphogear GX (2015)                                                                      | Senki Zesshou Symphogear GX (2015) |
| № серии                            | Название                                                                                                | Трансляция в Японии                |
| ---------------------------------- | --- | ---------------------------------- |
| 1                                  | Убийца чудес «Кисеки но :Сацурику-са» (奇跡の殺戮者)                                                    | 4 июля 2015                        |
| 2                                  | Прежде, чем я уничтожу мир ... «Сэкаи во Ковасу :Соно Маэ ни» (世界を壊す―その前に)                     | 10 июля 2015                       |
| 3                                  | Сумерки Обладателей «Сосатати но :Тасогарэ» (奏者たちの黄昏)                                            | 17 июля 2015                       |
| 4                                  | Ещё раз, Гунгнир «Гангниру: Футатаби» (ガングニール、再び)                                              | 24 июля 2015                       |
| 5                                  | Край работы (Edge Works)                                                                                | 31 июля 2015                       |
| 6                                  | Обнажённый клинок «Баккэн» (抜剣)                                                                       | 7 августа 2015                     |
| 7                                  | Продолжайте сиять и оставайтесь верными себе «Кагаяки о :Цуги, :Кими Расику» (輝きを継ぐ、君らしく)     | 15 августа 2015                    |
| 8                                  | Мужество на лице «Микиау :Юки» (向き合う勇気)                                                           | 21 августа 2015                    |
| 9                                  | Середина мечты «Юмэ :но Тоти» (夢の途中)                                                                | 28 августа 2015                    |
| 10                                 | Это так жестоко, но.. «Коно ни мо :Занкоку дакэдо» (こんなにも、残酷だけど)                             | 4 сентября 2015                    |
| 11                                 | Всё в порядке. Всё просто прекрасно «Хеки :Хатяра» (へいき、へっちゃら)                                 | 11 сентября 2015                   |
| 12                                 | GX (GX)                                                                                                 | 19 сентября 2015                   |
| 13                                 | Поверь в справедливость и в сжатый кулак... «Сэги во Синдзитэ :Нигирисимэтэ» (正義を信じて、握り締めて) | 25 сентября 2015                   |

| Senki Zesshou Symphogear AXZ (2017) | Senki Zesshou Symphogear AXZ (2017) | Senki Zesshou Symphogear AXZ (2017) |
| № серии                             | Название | Трансляция в Японии                 |
| ----------------------------------- | --- | ----------------------------------- |
| 1                                   | Вальверде по ту сторону ада «Баруберуде Джигокухен» (バルベルデ地獄変)                                                                                       | 2 июля 2017                         |
| 2                                   | Последняя надежда «Расуто Ризото» (ラストリゾート) | 9 июля 2017                         |
| 3                                   | Гороскоп нарисованный механизмом «Хагурума га Каку Хоросукоппу» (歯車が描くホロスコープ)                                                                     | 16 июля 2017                        |
| 4                                   | Золотое создание «Оугон Ренсей» (黄金錬成) | 23 июля 2017                        |
| 5                                   | Ставки на жизнь в вымышленном театре «Кёко Сэники ни Иноти во Тостэ» (虚構戦域に命を賭して)                                                                  | 30 июля 2017                        |
| 6                                   | Избежав смерти «Кэнси-кэн Кара но Фудзи» (決死圏からの浮上)                                                                                                  | 6 августа 2017                      |
| 7                                   | АРКАНА № 00 (ARCANA No.00) | 13 августа 2017                     |
| 8                                   | Между прошлым и будущим «Како то Мираи но Хадзама дэ» (過去と未来の狭間で)                                                                                   | 20 августа 2017                     |
| 9                                   | Синий кролик «Аой Усаги» (碧いうさぎ) | 27 августа 2017                     |
| 10                                  | Ан Тики Тира «Ан Тики Тира» (アン・ティキ・ティラ) | 10 сентября 2017                    |
| 11                                  | Вершина Божественной Мощи «Камои какуяку но кивами ни таси» (神威赫奕の極みに達し)                                                                           | 17 сентября 2017                    |
| 12                                  | AXZ (AXZ) | 24 сентября 2017                    |
| 13                                  | Множество пролитых слёз из-за реальности, с которой ты сталкиваешься... «Намида о касанэру таби: сёмэй са реру гэндзицу ва» (涙を重ねる度、証明される現実は) | 1 октября 2017                      |

| Senki Zesshou Symphogear XV (2019) | Senki Zesshou Symphogear XV (2019) | Senki Zesshou Symphogear XV (2019) |
| № серии                            | Название | Трансляция в Японии                |
| ---------------------------------- | --- | ---------------------------------- |
| 1                                  | Запредельной истории человечества «Дзинруи си Каната кара» (人類史の彼方から)                                                                    | 7 июля 2019                        |
| 2                                  | День, когда падает небо «Сора га Отиру Хи» (天空ソラが堕ちる日)                                                                                  | 14 июля 2019                       |
| 3                                  | Penny Dreadful (Penny Dreadful) | 21 июля 2019                       |
| 4                                  | Имя цветка - Амальгама «Хана но На ва Амаругаму» (花の名は、アマルガム)                                                                          | 28 июля 2019                       |
| 5                                  | Скрытая вещь в сумке «Кабан но Какуси Кото» (かばんの隠し事)                                                                                     | 4 августа 2019                     |
| 6                                  | Ксеноглоссия «Зеногурасиа» (ゼノグラシア) | 11 августа 2019                    |
| 7                                  | Кусок запутанной нити «Моцурета Ито во Татиките» (もつれた糸を断ち切って)                                                                        | 18 августа 2019                    |
| 8                                  | XV (XV) | 25 августа 2019                    |
| 9                                  | Я - отец (I am a father) | 1 сентября 2019                    |
| 10                                 | Неочищенный цвет ржавчины «Иясики Сабииро ни Хизу» (卑しき錆色に非ず)                                                                            | 8 сентября 2019                    |
| 11                                 | В начале было слово «Хадзимэ ни Котоба Арики» (ハジメニコトバアリキ)                                                                             | 15 сентября 2019                   |
| 12                                 | Senki Zessho «Сэнки Дзэссё» (戦姫絶唱) | 22 сентября 2019                   |
| 13                                 | Давайте создадим историю света, которую Бог даже не знает «Ками-сама мо Сиранаи Хикари де Рекиси во Цукуро» (神様も知らないヒカリで歴史を創ろう) | 29 сентября 2019                   |

### Музыка

#### Открывающие темы
- композиция: «Synchrogazer»: Сезон 1

Исполняет Нана Мидзуки
- композиция: «Vitalization»: Сезон 2

Исполняет Нана Мидзуки
- композиция: «Exterminate»: Сезон 3

Исполняет Нана Мидзуки
- композиция: «TESTAMENT»: Сезон 4

Исполняет Нана Мидзуки
- композиция: «METANOIA»: Сезон 5

Исполняет Нана Мидзуки

#### Закрывающие темы
- композиция: «Meteor Light»: Сезон 1

Исполняет Аяхи Такагаки
- композиция: «Next Destination»: Сезон 2

Исполняет Аяхи Такагаки
- композиция: «Rebirth-Day»: Сезон 3

Исполняет Аяхи Такагаки
- композиция: «Futurism»: Сезон 4

Исполняет Аяхи Такагаки
- композиция: «Lasting Song»: Сезон 5

Исполняет Аяхи Такагаки

## Терминология
- Symphogear (яп. シンフォギア Синфогиа) — Система, созданная на основе «Теории Сакурай» и учреждённая сотрудником-экспертом второго подразделения штаба по борьбе с чрезвычайными стихийными бедствиями, Сакурай Рёко. «Symphogear» является доспехом FG-типа, созданным с помощью осколков священных реликвий. В настоящее время, это единственное существующее оружие, которое способно остановить катастрофу, известную как «Шум». Что бы избежать конфликтов с существующими законами, проект был полностью скрыт от людских глаз. Отвечая на синтетические волны определённой амплитуды, созданные носителем, «Symphogear» проявляет его главную черту – способность воспроизводить мелодию. Синхронизируя эту мелодию с носителем через пение, система проявляет невероятно высокий уровень боевого потенциала. Хоть броня и способна поглощать урон в бою, но какое-либо нарушение в песне приведёт к временной небоеспособности доспеха. На данный момент, это единственная слабость, которая существует в системе «Symphogear».
- Реликт (яп. 聖遺物 Сэи:бацу) — Древние артефакты, которые обладают невероятной силой и используются для активации «Symphogear». В различных мифах и фольклорах всего мира, часто поговаривают об старинном оружии со скрытыми сверхъестественными силами. Их невозможно найти при помощи современных технологий, т.к они существуют в форме кристаллических форм, которые были созданы еретической технологией (чёрной магией). В настоящие время они были раскопаны в руинах и других местах, но стечением времени, эти реликвии утратили свою силу из-за повреждений. Очень трудно найти осколки, которые остались полностью нетронутыми и их нахождение невероятно редко. Таким образом, в большинстве случаев были восстановлены только «фрагменты реликвий». Реликвии, которые находятся в заземлении могут активироваться через «силу песни», тем самым, освобождая их внутреннюю силу. Амэ-но Хабакири, который был классифицирован как «первый реликт», на данный момент принадлежит Цубасе Казанари. Амэ-но Хабакири является только одним из фрагментов оригинального, одноимённого меча. Гунгнир был классифицирован как «третий реликт», ранее принадлежал Канадэ Амоу, который позже был унаследован Хибики Тачибаной. Гунгнир является только верхушкой оригинального, одноимённого копья.
- Превосходная песня (яп. 絶唱 Дзэссё:) — Это сильнейший и самый эффективный удар для носителей «Symphogear». Атака использует усиленную энергию и освобождает её в одном взрыве, нанося критический урон по намеченной цели. Однако, энергия так же оборачивается против носителя «Symphogear» настолько, что даже физически сильный организм не сможет уменьшить ущерб. Это без сомнения туз в рукаве, который должен быть использован в качестве последней атаки. Ущерб от песни может быть уменьшен, если носитель имеет высокую синхронизацию со своим фрагментом реликта. Но тем не менее, даже Цубаса, которая имеет наивысшую синхронизацию, не смогла снизить весь ущерб когда она использовала песнь против загадочной девушки в броне, что привело к серьёзным травмам на её теле. В случае Канадэ, она изначально была несовместима с реликтом, поэтому, ущерб от песни перешёл весь порог её выносливости и распространился по всему телу, вызвав превращение в уголь. Превосходная песня, так же имеет специальные характеристики, которые являются уникальными для каждого «Symphogear». Например: Гунгнир Канадэ излучает спирали энергии в форме извилистого сверла, тем самым предоставляя «силе песни» возможность пробивать и проникать. Когда она использовала песню в концертом зале, спирали энергии расширились для того, что бы истребить весь «Шум» в окрестностях. Это показывает, что «использование песни может изменяться по желанию носителя», в зависимости от того как они хотят её использовать.
- Шум (яп. ノイズ Ноидзу) — Таинственная раса, которая уничтожает людей, превращая их в угольную пыль. Обычное оружие оказалось бессильным против них. Для борьбы с ними была разработана технология «Symphogear». Предыстория: 13 лет назад (от первого сезона), в Генеральном Ассамблее Организации Объединённых Наций (ООН), «Шум» был официально признан «особой катастрофой». Было отмечено, что «Шум» может принимать различную форму и размер. Все они были оснащены средствами нападения. Каждая различная форма «Шума» имеет некоторые атрибуты, которые функционируют в качестве оружия. Они нападают на любого человека. Человек, который контактирует с «Шумом», сразу же разлагается в уголь. Законы природы относительно потери и потребления энергии не применяются к ним. Они появляются без предупреждения, из воздуха. Не существует оружия, которое могло бы отражать их атаки. Кроме как ждать, и тянуть время после их появления, пока шум не разложится сам по себе. Они похожи на других живых существ, которые прошли эксперименты и пытались общаться с «Шумом», но они не смогли долго существовать, из-за многочисленных сбоев. В конечном счёте, управление и общение с «Шумом» невозможно, потому что они, вероятнее всего, не имеют возможности свободно мыслить.

## Критика
Рецензенты сайта Anime News Network отметили, что «данное произведение не больше чем шоу, куда забрасывают зрителя в разгар сражения, а потом все проясняют». «В нем присутствуют хорошее музыкальное сопровождение и несколько сцен ярких и привлекательных сражений, но этого явно недостаточно для успеха. Также они отметили, что данное аниме является попыткой повторить успех Macross Frontier».